# Fox Sports 2 (canal americano)

Logotipo do canal

Fox Sports 2 (FS2) é um canal de televisão por assinatura americano dedicado a esportes e é de propriedade do Fox Sports Media Group, uma divisão da Fox Corporation. O canal tem sua sede nas instalações da divisão Fox Sports, localizadas no Fox Studio Lot, na área de Century City, em Los Angeles, Califórnia.
A rede foi fundada como Fuel TV em 1º de julho de 2003, com foco na cultura dos esportes radicais, abrangendo atividades como skate, snowboard, wakeboard, motocross, surf, BMX e FMX. Sua importância cresceu significativamente com a inclusão da programação de artes marciais mistas do UFC em sua grade em 2012, como parte de um acordo mais amplo com a Fox Sports. Em 17 de agosto de 2013, a Fuel TV passou por uma mudança de nome e tornou-se Fox Sports 2. A nova orientação do canal passou a ser principalmente a de ser um complemento para a recém-lançada rede de esportes mainstream, a Fox Sports 1 (FS1). O relançamento da Fuel TV como rede irmã da FS1 ocorreu com pouca promoção antecipada.
Em setembro de 2018, cerca de 57,5 milhões de lares (representando 62,3% dos lares com serviço de TV a cabo) tinham acesso ao canal Fox Sports 2.

## História

### Como Combustível TV
O conceito da rede teve suas raízes em várias ideias de programação relacionadas a esportes radicais. Uma dessas ideias foi originalmente proposta por Alistair Gosling, o fundador do Extreme Sports Channel e da produtora e distribuidora de televisão Extreme Sports Extreme. Gosling apresentou esse conceito a David Sternberg da Fox Sports Net, com um foco na expansão da cobertura de esportes radicais. Essa ideia se concretizou na expansão do bloco de programação existente nas redes esportivas regionais da Fox Sports Net. Esse bloco de programação era transmitido no início da noite nas afiliadas da rede e incluía programas como Blue Torch TV e EX TV. Além disso, acordos foram intermediados para programas individuais, que incluíram programas como New Waves Surf Television e 16MM, entre outros. O conceito também incorporou ideias de profissionais europeus do Extreme Sports Channel, como CJ Olivares e Lloyd Bryan Adams.
Outra origem do nome da rede Fuel TV foi um conceito concebido e lançado pelo produtor independente Chris Braly. Esse conceito de programação envolvia uma transmissão regional semanal de música e esportes radicais e teve sua estreia em 8 de setembro de 2001 na afiliada da WB, WFLI-TV (canal 53, que agora é uma afiliada da CW), localizada em Chattanooga, Tennessee. O programa utilizou horários de programação paga nas noites de sábado. A News Corporation eventualmente negociou a aquisição desse conceito e da marca registrada no final de 2003. A versão semanal regional da Fuel TV exibiu seu último episódio na WFLI em setembro daquele ano.
O canal por cabo e satélite Fuel TV oferecia uma ampla gama de programas que incluíam séries originais, eventos exclusivos, filmes licenciados e intersticiais criativos. Inicialmente, a programação de esportes radicais era a parte predominante da rede, apresentando uma mistura diversificada de esportes, música, programas de realidade, notícias sobre esportes radicais e outros conteúdos, incluindo programas de comédia.
A partir do final de 2011, a Fuel TV se tornou a casa oficial do Ultimate Fighting Championship (UFC) como parte de um acordo mais amplo entre a Fox e a promoção de artes marciais mistas. A rede começou a apresentar programação pré-jogo e de análise relacionada ao UFC, incluindo o programa semanal "UFC Tonight", além de exibir lutas eliminatórias em eventos pay-per-view do UFC. No segundo semestre de 2012, a programação da Fuel TV se concentrou principalmente em esportes de combate, como MMA e boxe, e reprises de reality shows do canal irmão Speed.
Durante a temporada 2012-2013 da Premier League, a Fuel TV começou a transmitir jogos ao vivo e gravados adicionais da Premier League. Isso deu à Fox Soccer um total de três canais para transmitir jogos ao vivo nos dias de partidas da Premier League. Essa iniciativa começou em maio de 2012, com a Fuel TV transmitindo um dos nove jogos no último dia da temporada da Premier League, como parte do esforço da Fox Sports chamado "Survival Sunday" para exibir todos os jogos da Premier League daquele dia em suas propriedades de TV a cabo. Em março de 2013, a Fuel TV também começou a transmitir a cobertura da Superliga e do Campeonato da Rugby Football League (RFL).
Em janeiro de 2013, houve relatos que indicavam que a rede Speed seria substituída por uma nova rede nacional de esportes chamada Fox Sports 1. A Fox anunciou oficialmente o lançamento da Fox Sports 1 em 5 de março de 2013, com a estreia programada para 17 de agosto do mesmo ano. Além disso, foi reportado que a Fox planejava renomear a Fuel TV como uma rede companheira chamada Fox Sports 2. O nome "Fox Sports 2" havia sido registrado pela Fox como uma marca em 27 de novembro de 2012.
Ao contrário do grande lançamento e divulgação do Fox Sports 1, a iminente substituição do Fuel TV pelo Fox Sports 2 ocorreu de forma relativamente discreta e só foi anunciada cerca de uma semana antes de sua estreia. O relançamento do canal como Fox Sports 2 ocorreu em 17 de agosto de 2013, ao mesmo tempo em que o Speed foi substituído pelo Fox Sports 1. Após o relançamento, o canal passou a oferecer uma programação mais variada, tornando-se um serviço esportivo convencional com uma ampla variedade de conteúdo. No entanto, os esportes de combate, como os programas do UFC, ainda faziam parte importante da programação. O programa exclusivo do UFC no Fuel, "UFC Tonight," foi transferido para o Fox Sports 1 com o lançamento deste último.
As duas transmissões de maior audiência da Fox Sports 2 ocorreram durante eventos do UFC que foram temporariamente transmitidos no FS2 devido a sobreposições na programação do FS1. A primeira luta do card preliminar do UFC 200, que foi movido devido a conflitos com a transmissão de beisebol no FS1, atraiu uma média de 582 mil espectadores, estabelecendo um recorde para a rede. Além disso, a primeira luta do card principal do UFC Fight Night: Swanson vs. Lobov também foi transmitida na FS2 em abril de 2017 e obteve uma média de 430 mil espectadores. Após a transferência dos direitos de transmissão do UFC para a ESPN e ESPN+ em 2019, a programação da Fox Sports 2 se tornou mais variada e menos focada em um esporte específico do que era no passado.

## Programação
Fox Sports 2 apresenta reprises de alguns dos programas de notícias e análises transmitidos pela Fox Sports 1. A programação esportiva pós-UFC inclui uma ampla cobertura de eventos transmitidos pela Fox Sports 1, como o basquete Big East, futebol e basquete Mountain West e corridas da NASCAR. Além disso, Fox Sports 2 exibe programação de segundo nível que anteriormente fazia parte da programação da Fox Sports Networks. O canal também transmite corridas selecionadas da ARCA Menards Series ao vivo. A cobertura da Australian Football League (AFL) foi transferida para o Fox Sports 2 do Fox Soccer Plus. Essa mudança foi bem recebida pelos fãs nos Estados Unidos devido ao aumento da base de torcedores do futebol australiano no país. De acordo com os sites da Associação Australiana de Futebol da América do Norte e do Fox Soccer Plus, a Fox Sports estendeu seu acordo com a AFL até 2016. Fox Sports 2 transmitiu alguns jogos da temporada regular e partidas finais, enquanto a maioria da temporada de 2015 foi transmitida pela Fox Soccer Plus. A partir de 2019, a programação relacionada ao UFC não é mais transmitida no canal devido ao novo acordo do UFC com a ESPN, que entrou em vigor no mesmo ano. A New York Racing Association fornece uma parte substancial da programação diurna da Fox Sports 2, transmitindo corridas ao vivo de suas pistas sob o banner "America's Day at the Races," com corridas selecionadas transmitidas no FS1. A Belmont Stakes, sancionada pela NYRA, é transmitida pela Fox.
Em maio de 2018, surgiu um relato indicando que, devido à reação dos telespectadores em relação à preempção de parte de um jogo de futebol americano entre as equipes de Washington e Stanford da FS1 para a FS2, devido a uma corrida da NASCAR Camping World Truck Series, a Fox estava considerando preferir o uso da Fox Business Network no futuro para eventuais preempções de programação da Pac-12. A decisão de usar a Fox Business Network para tais situações poderiam ser motivada pelo fato de que essa rede tem uma distribuição mais alinhada com a FS1 e geralmente oferece programação paga que não é crítica nos finais de semana.
Em 2020, a Fox Sports 2 começou a transmitir partidas semanais da Major League Rugby e também passou a exibir reprises do programa de roller derby de 1989, RollerGames.